# Starships
"Starships" é uma canção da rapper trinidiana Nicki Minaj, lançada em 14 de fevereiro de 2012 como o primeiro single oficial do seu segundo álbum de estúdio, Pink Friday: Roman Reloaded (2012). Foi escrita por Carl Falk, Rami Yacoub, Wayne Hector e Onika Maraj e produzida por RedOne, sendo uma multi-gênero e predominando o eurodance, europop, eurohouse e hip-pop.
A canção atingiu o pico entre as cinco primeiras posições em tabelas mais de quinze países e também alcançou a Billboard, estreando no top dez e ficar um total de 21 semanas consecutivas lá. "Starships" foi certificada seis vezes platina nos EUA, tornando-se seu segundo maior single certificado como artista solo na região. No país, a música já vendeu 4,5 milhões de cópias a partir de 2014. "Starships" está entre os singles com mais downloads pagos em todo o mundo, com 7,2 milhões de cópias vendidas, a partir de dezembro de 2012.
Minaj cantou a música ao vivo diversas vezes e foi o carro-chefe de Pink Friday: Reloaded Tour. O correspondente vídeo musical foi filmado no Havaí. Dirigido por Anthony Mandler, o vídeo apresenta Minaj em uma praia de biquíni, e perto do final do vídeo, ele mostra a ela em uma festa, dançando ao som da música. O vídeo da música foi bem recebido pelos críticos de música, muitos elogiando os efeitos caleidoscópicos no vídeo e a atmosfera despreocupada. Com todo o sucesso, a canção também provocou controvérsia em torno de uma performance puxada ao vivo. A canção foi incluída no jogo Dance Central 3 e também está incluído no game Just Dance 2014. É também um das músicas escolhidas disponíveis no Just Dance 2014 na versão demo. Em setembro de 2013, o artista eletrônico Clive Tanaka abriu um processo contra Minaj e os escritores da canção, alegando que infringia sua própria composição e gravação, "Neu Chicago", mas a ação foi julgada improcedente depois. O vídeo de "Starships" também ganhou como Melhor Vídeo Feminino no Video Music Awards de 2012.

## Composição
"Starships" é uma canção otimista de multi-gêneros, predominando o eurodance, europop, eurohouse e o hip-pop, e incorporando o electropop, dance, rap, pop, reggae, pop rock e hip-hop. Foi escrita por Carl Falk, Rami Yacoub, Wayne Hector e Onika Maraj e produzida por RedOne. Os sintetizadores foram comparados com o estilo do disc jockey francês David Guetta e do rapper Flo Rida, e ao sucesso anterior de Minaj em 2011, "Super Bass", bem como sendo chamada de uma versão feminina de "Dynamite" do cantor britânico Taio Cruz. Segundo Jocelyn Vena, do portal virtual do canal de televisão MTV, Minaj tem o brilho de uma estrela do pop na faixa como Britney Spears, Katy Perry e Jennifer Lopez, mostrando atrevimento e bravura em seus versos de rap ao falar sobre "ir a festa e fazer o que é bom para você". Vena percebeu que nos versos do refrão aonde a rapper diz: "Naves foram feitas para voar / Mãos para cima e toque o céu / Não podemos parar porque estamos tão alto / Vamos fazer isso mais uma vez", ela declara que quer levar os seus garotos e garotas para a pista de dança.
| “ | "Starships" é sem dúvida uma das minhas músicas favoritas do Pink Friday: Roman Reloaded [...] Eu sei que as pessoas vão amar... Agora é a hora de fazer as pessoas dançarem e se divertirem. | ” |

## Vídeo Musical
O vídeo musical de "Starships" foi filmado entre 13 a 15 de março de 2012 nas praias do Havaí, sob direção de Anthony Mandler. Ele foi lançado em 26 de abril às 19h56 na MTV e algumas horas depois no seu canal oficial do VEVO. Nicki comentou que seu clipe era "muito, muito picante" e seu "melhor até ao momento".

### Sinopse
O vídeo começa com uma nave espacial voando em direção a uma ilha, depois de ter sido convocada por homens das tribos locais. Os habitantes da ilha lentamente vão acordando, enquanto o avião passa por cima deles. O avião então emite um rosa do biquíni, e Minaj então aparece de cabelo verde elétrico pra baixo na praia, e ela começa a cantar. Ela é presumivelmente adorada como uma deusa enquanto é levada através da selva pelos moradores da ilha vestindo um biquíni rosa pálido com fios pendurados na parte inferior e cabelo verde curto, que também é usada durante uns efeitos de caleidoscópio, e em uma cena na praia. A cena então muda para o topo do vulcão a noite, onde Minaj está sentada em cima de uma caixa, com algumas pessoas dançando em volta. Na cena final, Minaj aparece de biquíni branco festejando com os ilhéus. Ele termina com Minaj cantando a última linha da música, olhando diretamente para a câmera.

### Recepção
John  e Mitchell criticaram o lançamento adiado do vídeo, achando estranho que o vídeo para o terceiro single do álbum "Beez In The Trap", foi lançado antes que de "Starships". Em 28 de maio de 2012, um campanha do vídeo foi anunciado no site oficial da Minaj. Ele pediu aos fãs para gravar um vídeo de si mesmos executando "Starships", cantando, dançando ou com um instrumento musical. Minaj selecionou 5 vencedores. Os vencedores do concurso ganharam bilhetes e passes para atender Minaj em sua Pink Friday Tour. O vídeo ganhou o prêmio de Melhor Clipe Feminino no Video Music Awards de 2012, em setembro de 2012. O vídeo já recebeu mais de 285 milhões de visualizações, até o dia 02 de janeiro de 2017, no YouTube.

## Faixas e formatos
Download digital
1. "Starships" – 3:30

CD single
1. "Starships" – 3:30
2. "Stupid Hoe" – 3:16

## Desempenho nas tabelas musicais
"Starships" estreou no número 9 na Billboard Hot 100. A Canção teve sua posição máxima na parada de 5, e foi certificada Platina tripla nos Estados Unidos, em 16 de agosto de 2012, com vendas superiores a 4 milhões.
A Partir de Janeiro de 2013, a canção já vendeu mais de 5 milhões de cópias nos Estados Unidos.
A Canção estreou no Reino Unido, no número 16. No país, a canção atingiu a posição máxima de 2, tornando seu maior single por lá vendendo 3 milhões em 3 anos. Ela também quebrou o recorde por ser o maior gráfico conquistado por uma rapper feminina no país. Ela ainda foi a sexta música mais tocada no Reino Unido em 2012, e foi a sétima melhor vendagem do ano, com mais de 864 mil cópias vendidas a partir de 31 de dezembro de 2012, tornando se também, a música de maior vendagem sem atingir o número 1.
Nas regiões Europeias, a canção também fez sucesso. Na França, ela estreou no número 102, e na semana seguinte, saltou para o número 47. Ela teve seu pico de 5, por três semanas não-consecutivas. Na Suécia, a canção estreou nas paradas no número 43. A canção teve seu pico de 3 por duas semanas consecutivas, e permaneceu nas paradas por 29 semanas. Ela ainda foi certificada de Ouro no país, pelas vendagens de 20.000 cópias. Na Suíça, a canção estreou no número 60 nas paradas. Mais tarde, ela subiu para o número 5 em sua 12 ª semana por duas semanas consecutivas. Em seguida foi certificada de Platina, pelas vendas superiores a 30.000 cópias.
Na semana de 13 de Julho de 2012, "Starships" fez história na Billboard Hot 100, por ter conseguido permanecer no Top 10 da parada por 23 semanas consecutivas, quebrando o recorde anterior que era de 20 semanas consecutivas, que pertencia à música "I Gotta Feeling", dos Black Eyed Peas, desde 2009.

### Posições
| Parada musical (2012)                          | Melhor posição |
| ---------------------------------------------- | -------------- |
| Alemanha - (Media Control AG)                  | 17             |
| Austrália - (ARIA)                             | 2              |
| Austrália - (ARIA Urban)                       | 1              |
| Áustria - (Ö3 Austria Top 75)                  | 1              |
| Bélgica - (Ultratip Flanders)                  | 5              |
| Bélgica - (Ultratip Wallonia)                  | 7              |
| Brasil (Brasil Hot 100 Airplay)                | 63             |
| Brasil (Billboard Brasil Hot Pop)              | 21             |
| Canadá - (Canadian Hot 100)                    | 4              |
| Colômbia - (National-Report)                   | 11             |
| Dinamarca - (Tracklisten)                      | 5              |
| Escócia - (Official Charts Company)            | 1              |
| Eslováquia - (IFPI)                            | 9              |
| Espanha - (PROMUSICAE)                         | 23             |
| Estados Unidos - (Billboard Hot 100)           | 5              |
| Estados Unidos - (Dance/Club Play Songs)       | 3              |
| Estados Unidos - (Latin Pop Songs)             | 31             |
| Estados Unidos - (Billboard Pop Songs)         | 6              |
| Estados Unidos - (Billboard Rap Songs)         | 16             |
| Estados Unidos - (Billboard R&B/Hip-Hop Songs) | 89             |
| Finlândia - (Finland's Official List)          | 3              |
| França - (RIANZ)                               | 5              |
| Hungria - (Rádiós Top 40)                      | 5              |
| Irlanda - (IRMA)                               | 2              |
| Itália - (FIMI)                                | 36             |
| Japão - (Billboard Japan Hot 100)              | 4              |
| Noruega - (VG-lista)                           | 6              |
| Nova Zelândia - (RIANZ)                        | 2              |
| Países Baixos - (MegaCharts)                   | 5              |
| Reino Unido - (Official Charts Company)        | 2              |
| Reino Unido - (R&B Official Charts Company)    | 1              |
| Chéquia - (IFPI)                               | 39             |
| Suécia - (Sverigetopplistan)                   | 3              |
| Suíça - (Schweizer Hitparade)                  | 38             |

### Certificações
| País                  | Certificação |
| --------------------- | ------------ |
| Austrália - ARIA      | 6× Platina   |
| Estados Unidos - RIAA | 6× Platina   |
| Bélgica - BEA         | Ouro         |
| Dinamarca - IFPI      | 2× Platina   |
| Itália - FIMI         | Ouro         |
| México - AMPROFON     | 3× Platina   |
| Nova Zelândia - RIANZ | 2× Platina   |
| Reino Unido - BPI     | Platina      |
| Suécia - GLF          | Ouro         |
| Suíça - IFPI          | Platina      |